# 리샤르트 카초로프스키

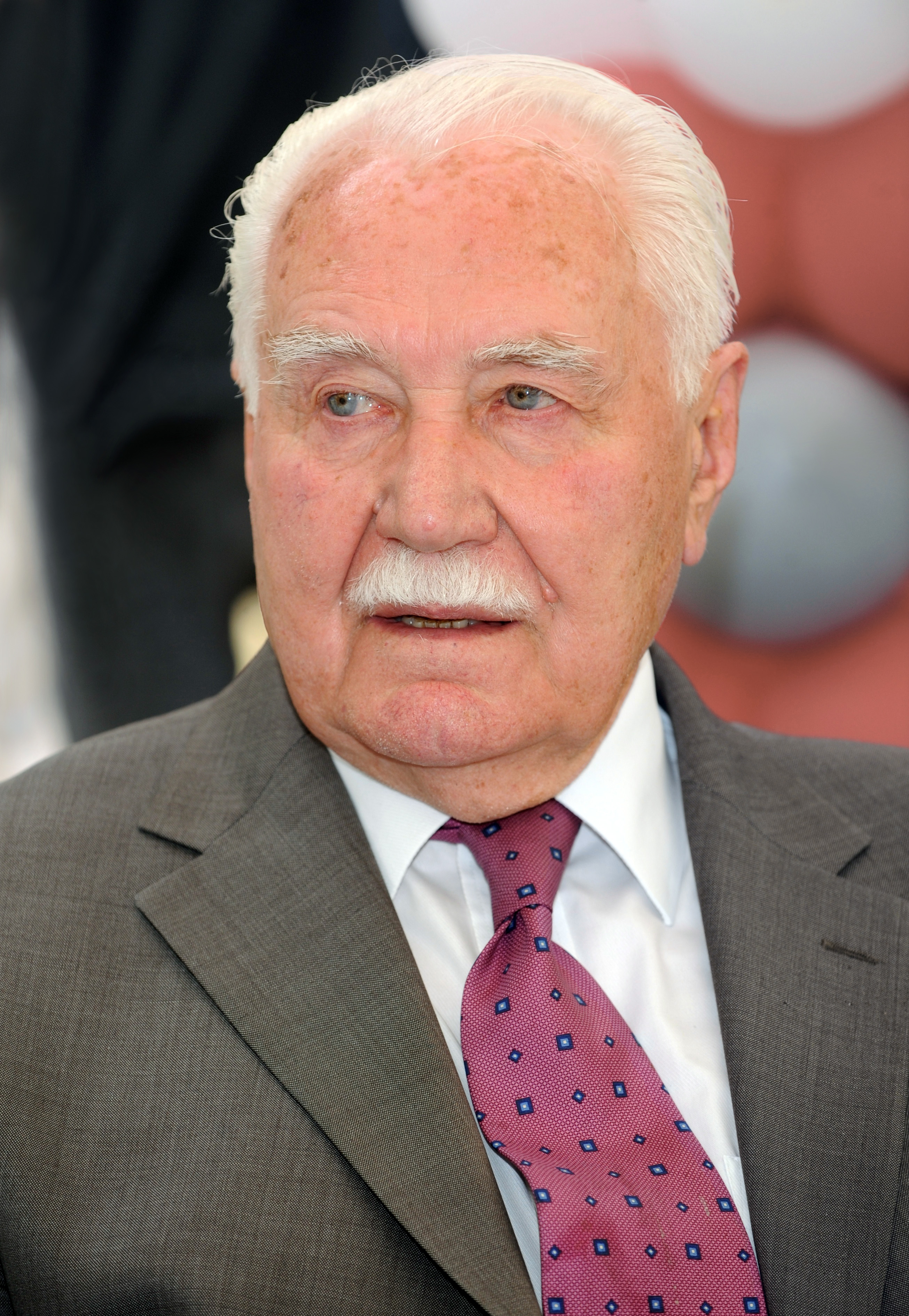
리샤르트 카초로프스키

리샤르트 카초로프스키(Ryszard Kaczorowski, 1919년 11월 26일~2010년 4월 10일)는 폴란드의 정치인이다. 포들라스키에주 비아위스토크에서 태어난 그는 폴란드 침공에 대항하다가 NKVD에 체포되었다. 전후 영국에서 회계사로 일하다가 폴란드 망명정부 활동을 시작했다. 1986년 4월 8일부터 1989년 7월 19일까지 폴란드 망명정부 내무장관을 지내다가 카지미에시 사바트 대통령이 급사하여 1989년 7월 19일부터 1990년 12월 22일까지 폴란드 망명정부 마지막 대통령을 지냈고, 모국이 민주화됨에 따라 대통령직에서 물러났다. 폴란드 공군 Tu-154 추락 사고에 의해 희생됐다.